# Gendarmerie royale de Paris
La gendarmerie royale de Paris a été créée en 1816, au début de la seconde Restauration, en remplacement de la garde royale de Paris et du licenciement de la Gendarmerie impériale de Paris.

## Historique
Le  21 juillet 1815 l'inspection générale de la gendarmerie est supprimée.
Les 10 septembre et 27 octobre 1815 ordonnance relative à l'organisation et la composition de la Gendarmerie royale. 
Le 18 novembre 1815 une ordonnance porte qu'il sera formé, dans chaque département, un jury chargé de procéder à l'organisation des brigades de gendarmerie.
La Gendarmerie royale de Paris, ou Gendarmerie royale de la ville de Paris, est créée par une ordonnance royale en date du 10 janvier 1816. Leur mise sur pied s'inscrit dans le cadre d'une réorganisation de l'armée visant à rompre avec l'héritage politico-militaire du Premier Empire.
Ce corps qui est sédentaire à Paris est en partie à pied et en partie à cheval.
Les « militaires et tous les gens de bonne volonté qui donneront des renseignements certains sur leurs principes et leur bonne conduite, pourront être admis dans la Gendarmerie Royale de la ville de Paris ».
La Gendarmerie Royale de la ville de Paris, jouit des mêmes prérogatives et avantages que la Gendarmerie de France, mais dispose d'un traitement annuel plus élevé que ces derniers.
Ils doivent être âgés de 16 à 40 ans et justifier de deux années dans l'infanterie de ligne ou d'une année dans la Gendarmerie de France. La taille est de « 5 pieds et 3 pouces pour l'infanterie ».
Restée fidèle à la monarchie lors des Trois Glorieuses elle dissoute par la Monarchie de Juillet par une ordonnance des 11 et 16 août 1830. 
Elle est remplacée par la garde municipale de Paris, non rattachée à la gendarmerie.